# الهشيمة (المقاطرة)

تعديل مصدري - تعديل

الهشيمة هي إحدى قرى عزلة معبق بمديرية المقاطرة التابعة لمحافظة لحج، بلغ تعداد سكانها 269 نسمة حسب تعداد اليمن لعام 2004.